# Chilok (řeka)
Chilok (rusky Хилок) je řeka v Burjatské republice a v Zabajkalském kraji v Rusku. Je dlouhá 840 km. Povodí řeky je 38 500 km².

## Průběh toku
Odtéká z jezera Arachlej (58,5 km²) a protéká přes Šakšinské jezero (53,6 km²). Průtoky je řeka spojená s řadou dalších jezer, z nichž největší je Irgeň (33,2 km²). Převážnou část toku protéká širokou mezihorskou dolinou. Ústí zprava do Selengy (povodí Jeniseje).

## Vodní režim
Zdrojem vody jsou převážně dešťové srážky. Průměrný roční průtok vody ve vzdálenosti 22 km od ústí činí 101 m³/s. Zamrzá v říjnu až na začátku listopadu a rozmrzá na konci dubna až na začátku května. Na středním toku promrzá až do dna od konce prosince do dubna. V létě má vyšší vodní stav.

## Využití
Vodní doprava je možná na dolním toku. Na řece leží město Chilok. Údolím řeky prochází transsibiřská železniční magistrála.